# Pretzen

Pretzen, südlicher Ortseingang zum alten Ortskern

Pretzen ist ein Kirchdorf, das zur Großen Kreisstadt Erding im Landkreis Erding in Oberbayern gehört. Die Postleitzahl ist 85435. Im Jahr 1987 hatte Pretzen 725 Einwohner, bis 2019 war die Einwohnerzahl auf 1322 angewachsen.

## Lage
Das Dorf liegt etwa 3,4 Kilometer südlich von Erding. Am nördlichen Ortsrand verläuft die B 388. Durch das Dorf führt die Hörlkofener Straße. Am westlichen Ortsrand verläuft die Sempt, ein etwa 40 km langer rechter Nebenfluss der Isar.

## Geschichte

Das wohl älteste zum Teil erhaltene bäuerliche Anwesen in Pretzen in der Hörlkofener Straße

Urkundlich erwähnt wurde der Ort als Prezzun in den Jahren 991 und 1023. Es handelt sich bei Pretzen um eine Eindeutschung des ursprünglich keltischen Ortsnamens Bratananium. Die Siedlung wurde von den Römern zu einer kleinen Straßenstation ausgebaut. Es ist einer der wenigen keltischen Ortsnamen in tief germanischem Gebiet.
Pretzen gehörte zu Beginn des 19. Jahrhunderts kirchlich zur Pfarrei Altenerding und hatte 25 Häuser mit 110 Einwohnern. Kommunal gehörte es zur Gemeinde Altenerding und wurde mit dieser im Zuge der Gebietsreform in Bayern am 1. Mai 1978 in die Stadt Erding eingegliedert.

## Baudenkmäler
- Die katholische Filialkirche St. Georg aus dem Jahr 1710 ist eine zentralisierende Dreikonchenanlage mit Dachreiter der eine Zwiebelhaube trägt. Der Bau wurde in Anlehnung der Filialkirche Heiligkreuz bei Forstinning (die 1803 abgebrochen wurde) nach Plänen von Anton Kogler († 1729) im spätbarocken Stil erbaut.
- Die kleine Wegkapelle in der Nähe des Kornblumenweges stammt aus dem Jahr 1866.

Kirche St. Georg
Innenraum mit Blick zum Hochaltar
Blick in den Chor mit dem Hochaltar
Wegkapelle am Kornblumenweg
Kapellenraum